# ایرباس بلوگا

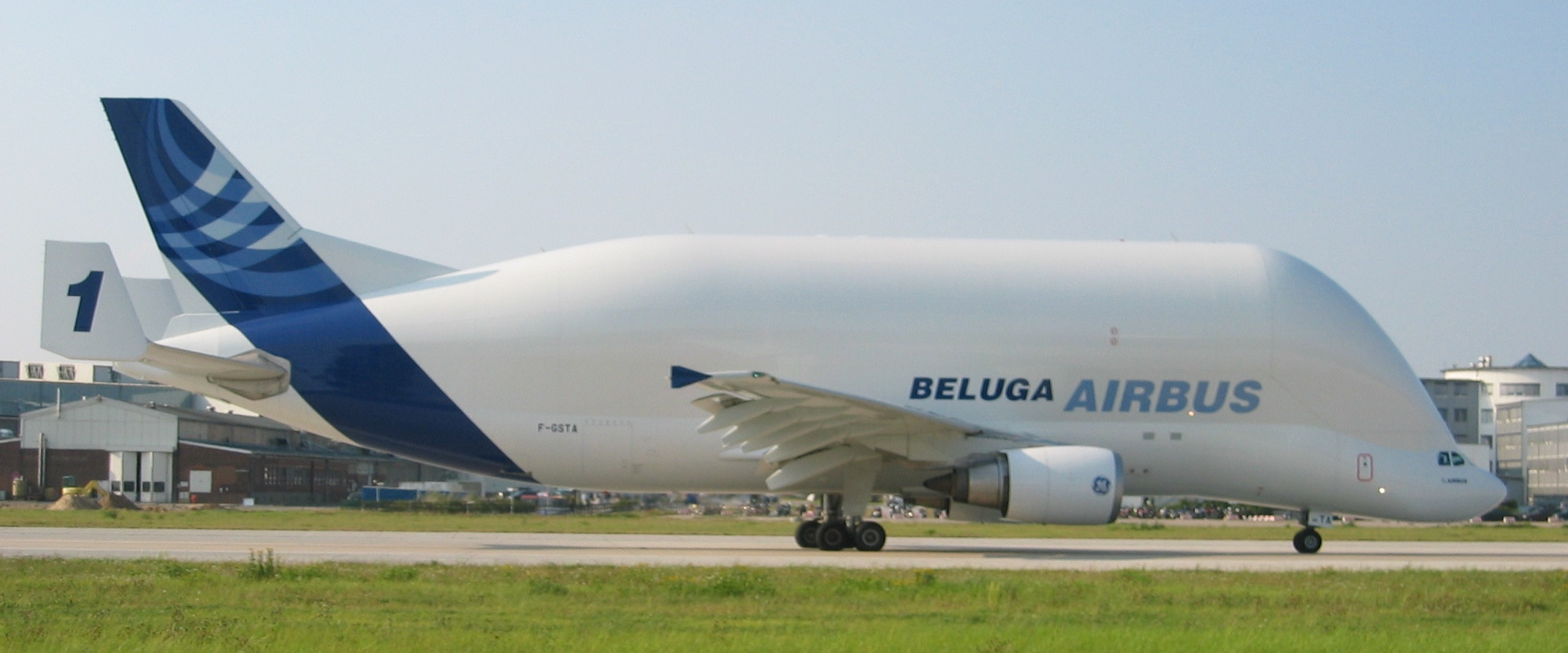
هواپیمای ایرباس بلوگا

ایرباس بلوگا (به انگلیسی: Airbus Beluga) هواپیمای ابَر ترابری شرکت هواپیماسازی ایرباس موسوم به نهنگ سفید است. ایرباس بلوگا مدل تغییر یافته A۳۰۰–۶۰۰ است و برای حمل و نقل قطعات بزرگ هواپیما بین کارگاه‌های مختلف ایرباس بکار می‌رود.
قطعات این هواپیما همانند دیگر هواپیماهای مدل ایرباس در کشورهای مختلف اروپایی ساخته می‌شود اما در نهایت تنها در دو شهر هامبورگ آلمان و تولوز فرانسه مونتاژ می‌شود. این هواپیما در واقع ساخت چهار کشور اروپایی آلمان، بریتانیا، فرانسه و اسپانیا است. بال‌ها و چرخ‌های فرود هواپیمای نهنگ بلوگا در بریتانیا، دم هواپیما و درهای آن در اسپانیا، بدنه آن در آلمان و دماغه و اجزای داخلی آن در فرانسه ساخته می‌شود.
قطعات هواپیمای ایرباس تا میانه‌های دهه ۱۹۹۰ بیشتر از طریق زمینی جابجا و منتقل می‌شد اما به واسطه بزرگتر شدن بدنه و حجم قطعات هواپیما، نیاز به انتقال هوایی و ساختن هواپیمایی برای انتقال قطعات بزرگ و حجیم هواپیمای ایرباس برای مونتاژ در فرانسه بیش از پیش احساس می‌شد. پیش از دهه ۱۹۹۰ کمپانی ایرباس برای انتقال هوایی قطعات حجیم خود مثل بال‌ها و… از هواپیمای سوپر گوپی استفاده می‌کرد، اما در سال ۱۹۹۶ برای نخستین بار با طراحی و ساخت هواپیمای بولگا این مهم از طریق این هواپیمای غول پیکر صورت گرفت.
تاکنون ۵ فروند از هواپیمای بلوگا ساخته شده است که ایرباس پنجمین فروند را به عنوان هواپیمای پشتیبان و نیز برای جابجا کردن بارهای سفارشی از خارج کمپانی در نظر گرفته است.
بلوگا توانایی حمل بارهایی به حجم ۱۲۱۰ مترمکعب و وزن ۴۷ تن را تا برد ۹۰۰ مایل دریایی دارد که با سبک‌تر شدن بار این مسافت نیز افزایش می‌یابد. برای مثال بار ۴۰ تنی تا ۱۵۰۰ مایل دریایی و بار ۲۶ تنی تا ۲۵۰۰ مایل دریایی. بخش بار دارای ارتفاع و پهنایی برابر با ۷ متر بوده و طول قابل استفاده‌ای تا نزدیک به ۳۸ متر است به‌طوری‌که این هواپیما با داشتن محفظه باری با این ابعاد توانایی حمل ۲ هلیکوپتر شینوک با روتورهای تا شده بدون نیاز به دمونتاژ و مونتاژ را دارد.
به دلیل قرار گرفتن عرشه اصلی بار در ارتفاع ۵٫۵ متری، بلوگا به تجهیزات ویژه فرودگاهی جهت بارگیری و تخلیه بار نیاز دارد که این امر با طراحی پلتفورم ۱۰۰ تنی بارگیری و تخلیه حل شده است. بلوگا دارای دو موتور توربوفن جنرال الکتریک CF6-80C2A8 بوده که سرعت پیمایشی برابر ۰٫۷ ماخ رادر حداکثر ارتفاع ۳۵۰۰۰ پا امکان‌پذیر می‌سازد.